# Strömsund (comune)
Strömsund è un comune svedese di 12 218 abitanti, situato nella contea di Jämtland. Il suo capoluogo è la cittadina omonima.

## Località
Nel territorio comunale sono comprese le seguenti aree urbane (tätort):
| # | Località  | Popolazione |
| - | --------- | ----------- |
| 1 | Strömsund | 3 516       |
| 2 | Hammerdal | 996         |
| 3 | Hoting    | 749         |
| 4 | Backe     | 625         |
| 5 | Gäddede   | 456         |
| 6 | Rossön    | 400         |
| 7 | Näsviken  | 221         |

## Amministrazione

### Gemellaggi
- Hausjärvi